# X-Wild
X-Wild war eine deutsche Heavy-Metal-Band, die 1993 gegründet wurde.

## Geschichte
X-Wild wurde 1993 von Axel Morgan (Axel Kohlmorgen), Jens Becker und Stefan Schwarzmann gegründet. Die drei waren Ex-Mitglieder bei Running Wild, wodurch auch der Bandname entstand (Ex-Wild). Kurz danach schloss sich ihnen der britische Sänger Frank Knight an. 1994 veröffentlichten sie ihr Debütalbum So What!.
Nach dem zweiten Album Monster Effect verließ Schwarzmann 1995 die Band. Während der Tour für das Album im Vorprogramm von Grave Digger half Rainer Heubel (ex Mania) als Schlagzeuger aus. Vor dem nächsten Album stieg Frank Ulrich (Grave Digger) in die Band ein. 1996 erschien das Konzeptalbum Savageland.
Kurz danach löst sich die Band auf. Jens Becker stieg 1997 bei Grave Digger ein.

## Diskografie
- 1994 – So What! (Edel)[1]
- 1995 – Monster Effect (Edel)[2]
- 1996 – Savageland (Edel)[3]